# Wuming (Nanning)
Wuming (chinesisch 武鸣区, Pinyin Wǔmíng Qū; Zhuang Vujmingz Gih) ist ein Stadtbezirk der bezirksfreien Stadt Nanning, der Hauptstadt des Autonomen Gebietes Guangxi der Zhuang-Nationalität im Süden der Volksrepublik China. Er hat eine Fläche von 3.389 km² und zählt 577.800 Einwohner (Stand: Ende 2018). Hauptort ist die Großgemeinde Chengxiang (城厢镇).

## Administrative Gliederung
Auf Gemeindeebene setzt sich Wuming aus 13 Großgemeinden zusammen. Diese sind:
- Großgemeinde Chengxiang (城厢镇);
- Großgemeinde Taiping (太平镇);
- Großgemeinde Shuangqiao (双桥镇);
- Großgemeinde Ganxu (甘圩镇);
- Großgemeinde Ningwu (宁武镇);
- Großgemeinde Luoxu (锣圩镇);
- Großgemeinde Xianhu (仙湖镇);
- Großgemeinde Fucheng (府城镇);
- Großgemeinde Luwo (陆斡镇);
- Großgemeinde Liangjiang (两江镇);
- Großgemeinde Luobo (罗波镇);
- Großgemeinde Lingma (灵马镇);
- Großgemeinde Matou (马头镇).

Im Verwaltungsgebiet Wumings liegen außerdem:
- die Staatsfarm Baihe (百合农场);
- die Staatsfarm Dongfeng (东风农场);
- das Nanninger Investitionsgebiet für Überseechinesen (南宁华侨投资区).

## Ethnische Gliederung der Bevölkerung (2000)
Beim Zensus im Jahr 2000 hatte Wuming 603.085 Einwohner.
| Name des Volkes | Einwohner | Anteil  |
| --------------- | --------- | ------- |
| Zhuang          | 524.912   | 87,04 % |
| Han             | 75.871    | 12,58 % |
| Yao             | 1.709     | 0,28 %  |
| Sonstige        | 593       | 0,1 %   |